# Hanns-Ulrich Meisel
Hanns-Ulrich Meisel (ur. 7 sierpnia 1943 w Netzschkau) – niemiecki polityk, chemik i pastor metodystyczny, poseł do Volkskammer i obserwator w Parlamencie Europejskim.

## Życiorys
W latach 1963–1968 studiował chemię na Uniwersytecie w Greifswaldzie, kształcił się też na niestacjonarnych studiach z teologii. W 1986 uzyskał doktorat w instytucie fotofizyki na Uniwersytecie Technicznym w Dreźnie. Od 1986 do 1990 pracował jako badacz w fabryce filmów ORWO. Od lat 70. zaangażowany w ruch pacyfistyczny oraz synody Kościoła metodystycznego. Pod koniec lat 80. kierował ruchem pokojowym w ramach konferencji Zjednoczonego Kościoła Metodystycznego, należał do komitetu kościelnego i społecznego w Konferencji Kościołów Europejskich. Od 1997 do 2008 wykonywał posługę pastora m.in. jako kapelan w szpitalu w Halle. Publikował prace naukowe z zakresu chemii, a na emeryturze także książki dla dzieci.
Od września 1989 należał do ugrupowania Neues Forum. W marcu 1990 uzyskał mandat w Volkskammer z ramienia koalicyjnego Sojuszu 90 (jego mandat wygasł wraz ze zjednoczeniem Niemiec w październiku 1990). Od lutego 1991 do lipca 1994 był obserwatorem w Parlamencie Europejskim reprezentującym dawną NRD z rekomendacji Sojuszu 90/ Zielonych. Był także członkiem Zgromadzenia Parlamentarnego Rady Europy. W 1994 bez powodzenia kandydował do landtagu Saksonii-Anhalt.